# Stauropus limitaris
Stauropus limitaris är en fjärilsart som beskrevs av Ebert 1968. Stauropus limitaris ingår i släktet Stauropus och familjen tandspinnare. Inga underarter finns listade i Catalogue of Life.